# Alberto Brizzi
Alberto Brizzi (* 26. März 1984 in Breno) ist ein ehemaliger italienischer Tennisspieler.

## Karriere
Brizzi spielte zwischen 2000 und 2002 auf der ITF Junior Tour. Er nahm in dieser Zeit an jedem der vier Grand-Slam-Turniere mindestens einmal teil. Sein bestes Resultat erzielte er 2001 in Wimbledon, als er die dritte Runde erreichte. In der Junioren-Rangliste erreichte er mit Platz 19 seine höchste Notierung.
Bei den Profis spielte Brizzi ab 2003 regelmäßig auf der drittklassigen ITF Future Tour, wo er im Doppel seinen ersten Titel gewann, während er im Einzel zweimal das Halbfinale erreichte. Das erste Profijahr beendete er im Einzel auf Platz 609 und im Doppel auf Platz 399 der Weltrangliste. Der erste Erfolg auf der höherdotierten ATP Challenger Tour gelang Brizzi 2004 in Timișoara, wo er die Nummer 148, Jean-René Lisnard, besiegte und das erste Mal ins Halbfinale einzog. Die meiste Zeit war er aber noch bei Futures erfolgreich. Im Doppel gewann er bis 2006 insgesamt fünf Titel, bevor er in Reggio nell’Emilia das erste Mal auch im Doppel in einem Challenger-Halbfinale stand, was ihm dann im selben Jahr noch drei weitere Male gelang, sodass er das Jahr auf Position 321 beendete, höher als je zuvor. Im Einzel stand er trotz der ersten zwei Future-Titel 2005 noch außerhalb der Top 400.
2007 wurde bis dahin das beste Jahr in Brizzis Karriere. Bei den Challengers sowohl in Tscherkassy als auch in Neapel schied er erst im Halbfinale aus. Hinzu kam sein dritter Future-Titel. Das erste Mal stand er unter den Top 300 im Einzel. In Cordenons bestritt Brizzi sein erstes Challenger-Endspiel im Doppel. Anfang 2008 besiegte er bei der Qualifikation zum Turnier der ATP Tour in Auckland Top-100-Spieler Jiří Vaněk. Die erste und einzige erfolgreiche Qualifikation und sein damit einziges Hauptfeld auf dieser Ebene bestritt Brizzi im Juli des Jahres in Amersfoort. Dort verlor er gegen Martín Vassallo Argüello in zwei Sätzen. Im Turnierverlauf des Challengers von Genua schlug Brizzi mit der Nummer 90 der Welt Frederico Gil seinen am höchsten positionierten Gegner, bevor er Fabio Fognini im Halbfinale unterlag. In Todi verlor Brizzi auch sein zweites Challenger-Endspiel im Doppel, ein Jahr später das dritte in Sevilla. In dieser Phase war Brizzi fast ausschließlich bei Challengers aktiv. 2009 schied er abermals bei zwei Challengers im Halbfinale aus; in Tarragona entschied Brizzi das Match gegen die Nummer 75 der Welt Marcel Granollers für sich. Position 232 am Jahresende markierte den besten Jahresabschluss seiner Karriere, im Februar 2010 stand er mit Platz 230 auf seinem Karrierehoch. 2010 in Manerbio und 2012 in Blumenau markierten Brizzis siebten und achten Einzug ins Challenger-Halbfinale, weiter kam er nie. Im Doppel schaffte er es 2011 mit Rang 253 am höchsten. Von 2009 bis 2011 spielte Brizzi in der Tennis-Bundesliga für den HTC Blau-Weiß Krefeld.
Insgesamt gewann Brizzi in seiner Karriere 23 Future-Turniere, davon 10 im Einzel. Mit vier Titeln war 2013 sein titelreichstes Jahr im Einzel, er stand zu dieser Zeit das letzte Mal unter den Top 300. Mitte 2014 pausierte Brizzi für fast zwei Jahre. 2016 kehrte er für eine Saison zurück, bevor er seine Karriere endgültig beendete.